# 白帶黛眼蝶
白帶黛眼蝶（学名：Lethe confusa），又名白帶蝶、白帶竹眼蝶，为蛺蝶科黛眼蝶屬下的一个种。主要分布於東南亞以及南亞的部分地區。
其展翅寬度約為50–55 mm，翅膀上表面主要呈褐色。前翅具有近端部的白色帶紋及頂端的淡色斑。後翅腹面具有一個大型眼狀斑或一系列沿邊緣排列的斑點。此蝶棲息於竹林中。

## 描述
後翅在翅脈4頂端呈鋸齒狀。上面翅膀底色為深褐色；前翅橫貫一條斜向、略帶彎曲的白色中帶，此帶之邊緣比波紋黛眼蝶雌蝶之邊緣更整齊均勻；在此帶之外有兩個斜向排列的近頂端白色斑點。後翅色澤均一，能透出下側的眼狀斑。

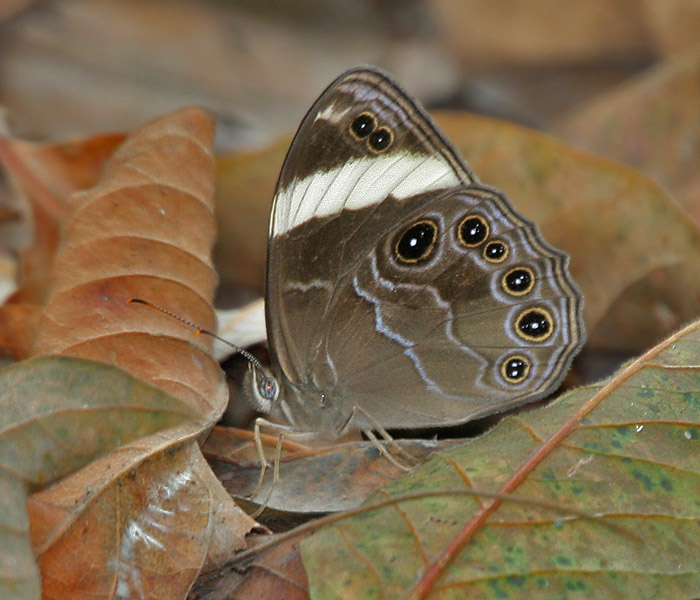
位於印度西孟加拉邦的大吉嶺地區

腹面為均一的褐色；前翅和後翅的近基部、近端部和端部有彎曲的淡白色線條；前翅具如上表面所見之斜向白色中帶，並在其後有一塊近頂端的淡紫色斑塊，上面垂直排列著三個小型眼狀斑，此外有一條極短、斜向的白色帶條與翅脈前緣相連。後翅具一條波狀、不規則、有角的中帶淡紫白線，並有一串強烈弧形排列的黑色眼狀斑，中心帶白色斑點，內圈為赭黃色，中間為褐色，外圈為淡紫色。觸角、頭部、胸部與腹部呈暗褐色；觸角末端為赭黃色。

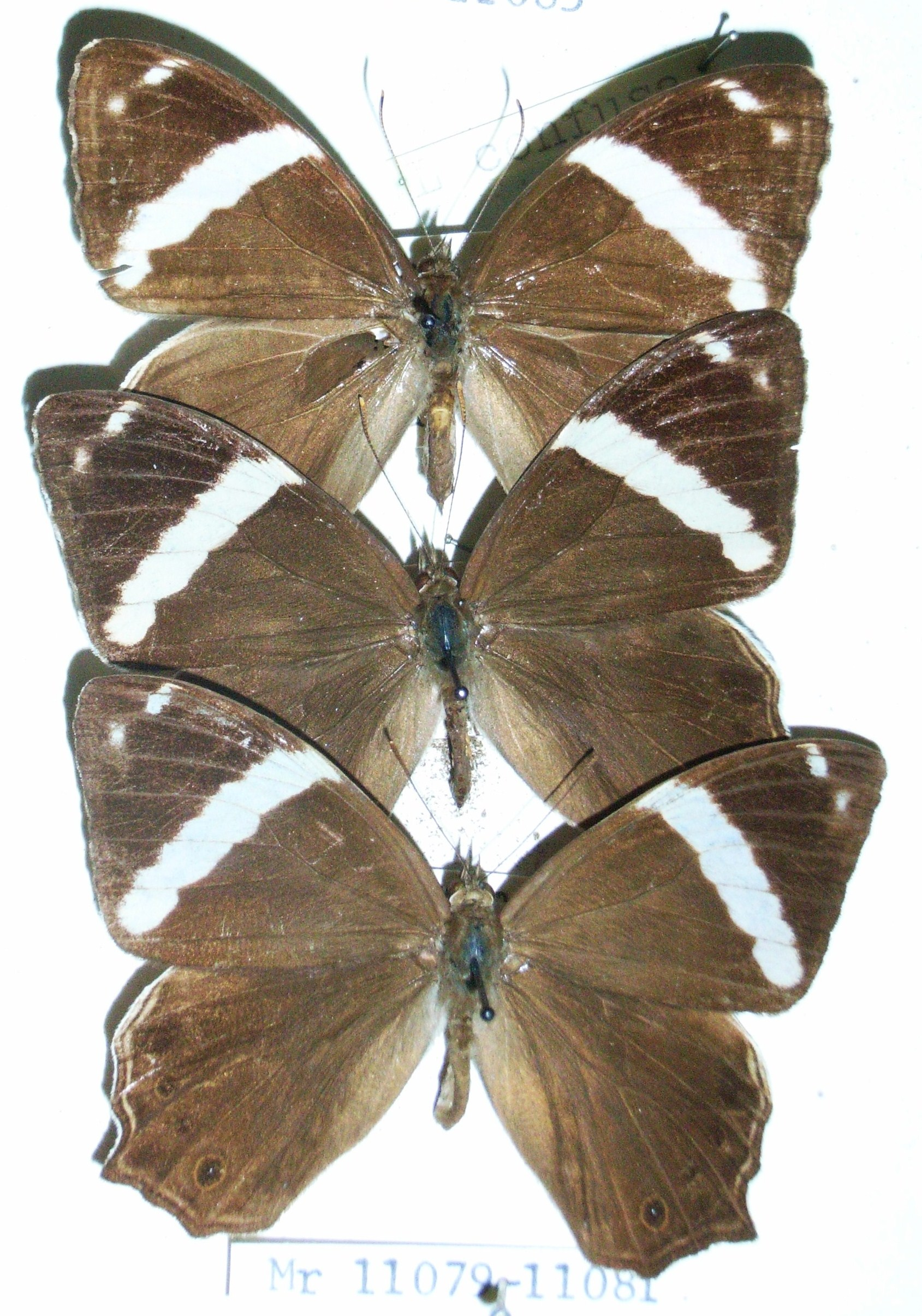
博物館標本來自馬來半島，背面

翼展：54–64 mm。

## 分佈
分布範圍：喜馬拉雅山脈，自西姆拉至錫金、阿薩姆地區延伸至緬甸，並擴展至爪哇。
本種在臺灣屬於疑問種。

## 棲地
本種常見於產地灌叢或森林的空地與路旁，幼蟲以五節芒、中國芒等禾本科植物為食，屬多世代種類，成蝶不訪花，偏好吸水或取食腐果。

## Gallery

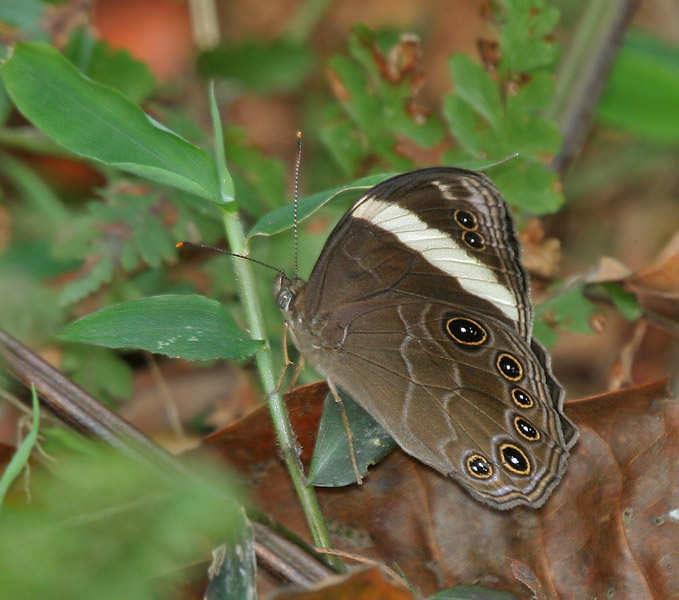
於馬來西亞）